# Eric Harris e Dylan Klebold
Eric David Harris (9 de abril de 1981 – 20 de abril de 1999) e Dylan Bennet Klebold (11 de setembro de 1981 – 20 de abril de 1999) foram os dois estadunidenses seniores do ensino médio que cometeram o Massacre de Columbine. A dupla matou 13 pessoas e feriu outras 24 pessoas. Então, os dois se suicidaram na biblioteca, onde mataram 10 de suas vítimas.

## Histórico

### Eric Harris
Eric nasceu em Wichita, Kansas, nos Estados Unidos. A família de Eric se mudava frequentemente, pois o pai de Eric, Wayne Harris, era um piloto de transporte da Força Aérea dos Estados Unidos. Sua mãe, Katherine Ann Poole, era dona de casa. A família se mudou de Plattsburgh, Nova York, para Littleton, Colorado, em julho de 1993, quando Wayne Harris se aposentou do serviço militar.
A família de Eric morou em casas alugadas nos três primeiros anos em que moraram na área de Littleton. Durante este tempo, Eric conheceu Dylan Klebold. Em 1996, a família de Eric comprou uma casa ao sul da Columbine High School. O irmão mais velho de Eric, Kevin, frequentou a faculdade na University of Colorado Boulder.

### Dylan Klebold
Dylan nasceu em Lakewood, Colorado, nos Estados Unidos.  Era filho de Thomas Klebold e Susan Klebold. Seus pais eram pacifistas e frequentavam uma igreja Luterana com seus filhos. Dylan e seu irmão mais velho, Byron, frequentavam aulas de crisma da tradição Luterana. Assim como seu irmão mais velho, o nome de Dylan foi inspirado no nome de um famoso poeta—no caso de Dylan, o dramaturgo Dylan Thomas.
Em casa, a família de Dylan também observava alguns rituais em consonância com a herança Judaica do avô materno de Dylan. Dylan estudou na Normandy Elementary, em Lakewood, Colorado, nos dois primeiros anos do ensino fundamental, antes de ir para a Governor's Ranch Elementary e se tornar parte do programa CHIPS ("Challenging High Intellectual Potential Students"). Quando se mudou para a Ken Caryl Middle School, ele teve dificuldades para se adaptar.

### Columbine High School
Na Columbine High School, Eric e Dylan costumavam participar de produções de teatro da escola, operaram produções de vídeo e se tornaram assistentes de computador, preservando o servidor de computadores da escola.
De acordo com relatos anteriores ao massacre, Eric e Dylan eram alunos muito impopulares e alvos de bullying. Mesmo que as fontes desses relatos afirmem que a dupla sofria bullying, os relatos sobre eles serem solitários e rejeitados foram documentados como falsos.
Eric e Dylan foram inicialmente relatados como membros de um grupo que se chamava "The Trenchcoat Mafia", embora, de fato, não tivessem nenhuma conexão particular com o grupo, e não apareceram em nenhuma foto de grupo da The Trenchcoat Mafia no anuário da Columbine High School em 1998. O pai de Eric declarou que seu filho era "membro do que chamam de Trenchcoat Mafia" em uma ligação para o 911 que ele fez em 20 de abril de 1999. Três dias antes do massacre, Dylan foi ao baile de formatura do ensino médio com uma colega chamada Robyn Anderson.
Eric e Dylan jogavam muitos jogos de computador na Internet. Eric criou um conjunto de mapas para o jogo Doom, os quais, mais tarde, ficaram conhecidos como "Harris levels". Eric tinha presença na internet sob o nome de usuário "REB" (abreviação de Rebel, que lembra o apelido dos times esportivos de Columbine) e outros nomes de usuário cibernéticos, incluindo "Rebldomakr", "Rebdoomer" e "Rebdomine", enquanto Dylan se passava pelos nomes "VoDKa" e "VoDkA". Eric tinha vários sites que hospedavam arquivos dos jogos Doom e Quake, assim como informações de equipe para as pessoas com quem ele jogava online. Os sites relatavam abertamente o ódio que ele tinha das pessoas de seu bairro e do mundo em geral. Quando a dupla começou a fazer testes com bombas caseiras, eles publicaram os resultados das explosões no site. O site foi excluído pela America Online após o massacre e foi preservado pelo FBI.

### Encontros jurídicos iniciais
Eric e Dylan entraram em problemas com a lei por arrombarem uma van estacionada e roubarem computadores. Em janeiro de 1998, eles foram acusados de trapaça, arrombamento, invasão e roubo. Os dois deixaram boas impressões nos policiais juvenis, que se ofereceram para apagar seus registros criminais se concordassem em participar de um programa de reeducação para começarem um serviço comunitário, receberem tratamento psiquiátrico, e obedecerem à lei. Eric foi obrigado a frequentar aulas de controle da raiva, onde, novamente, deixou uma impressão favorável. Eles se comportaram tão bem, que o policial de liberdade condicional deles os liberou do programa alguns meses antes da data de vencimento do mesmo. A respeito de Eric, foi observado que ele era "um indivíduo muito brilhante que é provável ter sucesso na vida", enquanto Dylan foi citado como inteligente, mas "precisa entender que o trabalho duro é parte de realizar um sonho". Em 30 de abril de 1998, Eric entregou a primeira versão de uma carta de desculpas que ele escreveu ao dono da van, a qual ele finalizou no mês seguinte. Na carta, Eric lamentou suas ações; entretanto, em um dos textos de seu diário, escrito em 12 de abril de 1998, ele escreveu: "Os Estados Unidos não era para ser a terra da liberdade? mas por quê, Se eu sou livre, não posso privar algum maldito de merda de suas posses Se ele as deixa no banco da frente da porra da furgoneta em plena vista no meio de uma fodida noite de sexta-feira? Seleção natural. Filhos da puta devem levar tiro.  [sic]".

### Hitmen for Hire
Em dezembro de 1998, Eric e Dylan gravaram Hitmen for Hire, um vídeo para um projeto da escola, onde eles xingaram, gritaram para a câmera, fizeram declarações violentas e atuaram atirando e matando alunos no corredor de sua escola como Assassinos de Aluguel. Os dois exibiram temas de violência em seus projetos de criação literária para a escola; sobre uma história baseada em Doom, escrita por Eric em 17 de janeiro de 1999, o professor de Eric disse: "O seu é uma abordagem única e sua escrita funciona de uma maneira arrepiante — bons detalhes e configuração de humor".

## Massacre

### Dia do massacre

Eric e Dylan na câmera de segurança no dia do massacre, antes de cometerem suicídio.

Em 20 de abril de 1999, antes de entrarem na escola Eric e Dylan viram a jovem, Rachel Scott almoçando com um amigo, então começaram a atirar em Rachel e seu amigo, Eric se aproximou de Rachel e disse:"E aí Rachel? Aonde esta o seu Deus agora?"E então Dylan caçoou: "O que Jesus faria?!" E Eric completou: "Você  ainda acredita em Deus?" E Rachel respondeu com orgulho: "Você sabe que eu creio!" Eric apenas pegou uma arma e deu um tiro na testa da mesma, e então terminaram de matar seu amigo. Enquanto fumava um cigarro no início do intervalo do lanche, Brooks Brown viu Eric Harris chegar na escola. Brooks tinha tido um desentendimento com Eric um ano antes, porque Eric tinha jogado um pedaço de gelo no pára-brisa de seu carro; Brooks fez as pazes com Eric antes do massacre. Ao ver Eric chegar na escola, Brooks perguntou a ele porque ele não estava na aula de manhã, pois Eric sempre levava a sério os trabalhos escolares e sempre era pontual. Eric disse: "Não importa mais", e também disse: "Brooks, eu gosto de você agora. Saia daqui. Vá para casa". Brooks rapidamente se afastou e saiu dos terrenos da escola. Às 11h19 da manhã, ele ouviu os primeiros disparos depois de se afastar por uma certa distância da escola, e ligou para a polícia através do celular de um vizinho.
Naquele momento, Dylan Klebold já havia chegado na escola em um carro, separado de Eric. Os dois tinham deixado duas mochilas dentro da lanchonete da escola, cada uma contendo uma bomba de propano de 20 libras. Quando estas bombas não explodiram, Eric e Dylan começaram um tiroteio contra os alunos da escola. Este foi o mais sangrento ataque já realizado em uma escola americana até o Massacre na Stoneman Douglas High School, em 14 de fevereiro de 2018. Eric foi responsável por oito das treze mortes confirmadas (Rachel Scott, Daniel Rohrbough, um professor identificado como Dave Sanders, Steve Curnow, Cassie Bernall, Isaiah Shoels, Kelly Fleming e Daniel Mauser), enquanto Dylan foi responsável pelas outras cinco (Kyle Velasquez, Matthew Kechter, Lauren Townsend, John Tomlin e Corey DePooter). Haviam 24 feridos, a maioria em estado grave.

### Suicídio
Às 12h02, Eric e Dylan voltaram para a biblioteca. Isso aconteceu 20 minutos depois do tiroteio na biblioteca ter terminado, deixando 12 alunos mortos, um professor morrendo, e outros 24 alunos e funcionários feridos. Dez das vítimas foram mortas na biblioteca. Eric e Dylan foram até as janelas oeste e atiraram contra a polícia, que estava no lado de fora da escola. Seis minutos depois, eles caminharam até uma estante de livros, perto de uma das mesa onde Patrick Ireland estava gravemente ferido e inconsciente. A aluna Lisa Kreutz, ferida no tiroteio anterior na biblioteca, também estava no local, sem conseguir se mexer.
Às 12h08, a professora de artes Patti Nielson, que havia se trancado dentro de uma sala de descanso com o aluno Brian Anderson e os funcionários da biblioteca, ouviu Eric e Dylan gritarem ao mesmo tempo: "Um! Dois! Três!". Estas palavras foram seguidas por som de tiros. Eric tinha atirado com sua espingarda no céu de sua boca, e Dylan tinha atirado em si mesmo na templo esquerdo de sua cabeça com sua semi-automática TEC-9.

### Aquisição de armas

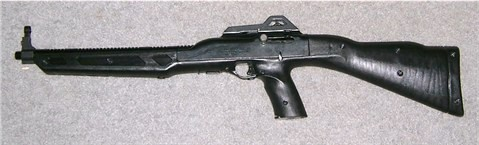
A carabina Hi-Point 995 de 9 mm, uma das armas que Eric Harris usou.

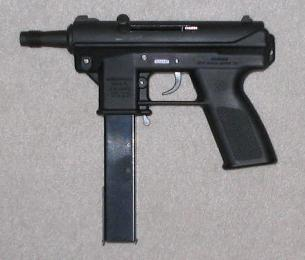
A pistola TEC-DC9 de 9 mm, também conhecida como TEC-9, uma das armas que Dylan Klebold usou.

Como Eric e Dylan eram menores de idade, Robyn Anderson (com quem Dylan foi ao baile de formatura três dias antes do massacre), uma aluna da Columbine High School de 18 anos, e velha amiga de Dylan, fez uma compra de palha de duas espingardas e uma carabina Hi-Point para a dupla. Em troca de sua cooperação com a investigação que se seguiu ao massacre, nenhuma acusação foi apresentada contra Robyn. Depois de adquirir ilegalmente as armas, Dylan serrou sua espingarda de cano duplo Savage 311D de calibre 12, reduzindo o comprimento total para aproximadamente 23 polegadas (0,58 m), o que é um crime de acordo com a Lei Nacional de Armas de Fogo, enquanto a espingarda Savage-Springfield de calibre 12 de Eric foi serrada para aproximadamente 26 polegadas (0,66 m).
Os atiradores também possuíam uma pistola semi-automática TEC-DC9, a qual tinha uma longa história. O fabricante da TEC-DC9 a vendeu pela primeira vez para a Navegar Incorporated, com sede em Miami. Então, foi vendida para o Zander's Sporting Goods, em Baldwin, no Illinois, em 1994. Mais tarde, a arma foi vendida para o negociante de armas de fogo, Larry Russell, em Thornton, no Colorado. Em violação da lei federal, Larry Russell não conseguiu continuar com os registros da venda, mas afirmou que o comprador da arma tinha vinte e um anos de idade ou mais. Ele não conseguiu identificar as fotos de Dylan, Robyn Anderson ou Eric, mostradas para ele pela polícia após o massacre. Dois homens, Mark Manes e Philip Duran, foram condenados por fornecer as armas para os dois.
As bombas usadas pela dupla variavam e foram cruamente feitas com latas de dióxido de carbono, tubos galvanizados e garrafas metálicas de propano. As bombas foram preparadas com fósforos colocados em uma extremidade. Os dois tinham dicas para atacar debaixo de suas mangas. Quando esfregavam contra a bomba, a cabeça do fósforo acendia o fusível. No fim de semana antes do massacre, Eric e Dylan haviam comprado tanques de propano e outros suprimentos de uma loja de equipamentos por algumas centenas de dólares. Vários moradores da área alegaram terem ouvido barulhos de vidro quebrando e zumbidos vindo da garagem da família Harris, o que, mais tarde, foi concluído a indicação de que eles estavam construindo bombas caseiras. Os dois garotos compraram mais seis tanques de propano na manhã do dia do ataque na Columbine High School.
Bombas mais complexas, como a que explodiu na esquina da South Wadsworth Boulevard com a Ken Caryl Avenue, tinham relógios. As duas maiores bombas construídas foram encontradas na lanchonete da escola e foram feitas com pequenos tanques de propano. Apenas uma dessas bombas explodiu, mas parcialmente. Estima-se que, se alguma das bombas colocadas na lanchonete tivesse explodido normalmente, a explosão poderia ter causado danos estruturais extensos à escola e teria causado centenas de perdas.

## Consequências
Houve controvérsia sobre se os autores do crime deveriam receber um memorial. Alguns se opuseram, dizendo que isso glorificava os assassinos, enquanto outros argumentavam que os autores do crime também eram vítimas. No alto de uma colina perto da Columbine High School, foram erguidas cruzes para Eric e Dylan, junto com as das pessoas que eles mataram, mas o pai de Daniel Rohrbough as derrubou, dizendo que os assassinos não deveriam receber um memorial no mesmo lugar que as vítimas.

### Motivações
Eric e Dylan escreveram muito sobre como iriam realizar o massacre, mas não sobre o porquê. Um diário encontrado no quarto de Eric continha quase todos os detalhes que os dois planejavam seguir depois das 5:00 da manhã do dia 20 de abril de 1999. No diário, a dupla escreveu sobre eventos como o Atentado de Oklahoma City, o Cerco de Waco, a Guerra do Vietnã, e outros eventos semelhantes, incluindo frases e notas sobre como eles queriam "superar" esses eventos, focando principalmente no que Timothy McVeigh fez em Oklahoma City. Eles mencionaram como queriam deixar uma impressão duradoura no mundo com este tipo de violência. O fato de que os atiradores inicialmente planejaram e não conseguiram explodir a escola, e não apenas atirar nos alunos, é uma indicação de como eles queriam ofuscar os eventos que ocorreram, respectivamente, há quatro e seis anos antes.
Ocorreu muita especulação sobre a data escolhida para o ataque. A data prevista original do ataque pode ter sido 19 de abril; Eric exigiu mais munição de Manes Mark, que não entregou até a noite de 19 de abril.
Eric e Dylan eram fãs ávidos de KMFDM, uma banda industrial liderada pelo multi-instrumentista alemão Sascha Konietzko. Foi revelado que as letras das músicas da KMFDM ("Son of a Gun", "Stray Bullet", "Waste") foram postadas no site de Eric, e que a data do massacre, 20 de abril, coincidiu com a data de lançamento do álbum Adios e com o aniversário de Adolf Hitler. Eric observou a coincidência do título do álbum e a data de lançamento em seu diário.
A mídia foi rápida ao se voltar para a aparente conexão do massacre com o entretenimento violento e com o Nazismo. Em resposta, Sascha Konietzko emitiu uma declaração:
Em primeiro lugar, a KMFDM gostaria de expressar sua profunda e sincera simpatia pelos pais, famílias e amigos dos adolescentes assassinados e feridos em Littleton. Estamos cansados e assustados, como é o resto da nação, pelo que aconteceu ontem no Colorado.
A KMFDM é uma forma de arte—não um partido político. Desde o início, nossa música tem sido uma declaração contra a guerra, a opressão, o fascismo e a violência contra os outros. Mesmo que alguns dos ex-membros da banda são alemães, como relatado pela mídia, nenhum de nós concorda com nenhuma crença nazista.
O ataque ocorreu no aniversário de Hitler, o que levou à especulação da mídia. Algumas pessoas, como Robyn Anderson, que conhecia os autores do crime, declararam que a dupla não era obcecada pelo Nazismo, e nem adorava ou admirava Hitler de nenhuma maneira. Robyn Anderson afirmou, em retrospecto, que havia muitas coisas que a dupla não contava aos amigos. Dave Cullen, autor do livro Columbine, lançado em 2009, cita evidências de que Eric reverenciou os nazistas. Ele os elogiou muitas vezes em seu diário, e alguns de seus amigos ficaram irritados com suas frequentes saudações e citações nazistas nos meses antes do massacre. Em certo ponto, Eric percebeu que precisava reduzir este comportamento, com medo de revelar seus planos. Ele comentou em seu diário sobre o quão difícil era esperar até abril para expressar todo o seu ódio pela raça humana. Em seu diário, Eric mencionou sua admiração pelo que ele imaginava ser a seleção natural, e escreveu que gostaria de colocar todo mundo no jogo Doom e ver os fracos morrerem e os fortes viverem. No dia do massacre, Eric usou uma camiseta branca com as palavras "Seleção natural" impressas de preto.

#### Bullying
Um dos últimos textos do diário de Eric dizia: "Eu odeio vocês por me deixarem fora de tantas coisas divertidas. E não, não... digam: "Bem, isso é culpa sua", porque não é, vocês tinham meu número de telefone, e eu perguntei e tudo, mas não. Não não não não deixem o GAROTO esquisito Eric vir junto".
Dylan Klebold disse nas Basement Tapes: "Vocês estão dando merda pra gente há anos. Porra, vocês vão pagar por toda essa merda! Nós não estamos nem aí. Porque vamos morrer fazendo isso".
As contas de vários pais e funcionários da escola falam sobre o bullying que tem sido descrito como "excessivo" na escola. Nathan Vanderau, um amigo de Dylan, e Alisa Owen, que havia sido a parceira de Eric nas aulas de ciências da oitava série, relataram que Eric e Dylan eram constantemente incomodados. Nathan Vanderau observou que uma "xícara de matéria fecal" foi jogada neles. "As pessoas os cercavam no refeitório da lanchonete e esguichavam pacotes de ketchup neles, rindo deles, chamando-os de boiolas", diz Brooks Brown. "Isso acontecia enquanto os professores olhavam, eles não conseguiam se defender, eles ficavam sujos de ketchup o dia inteiro e iam para casa cobertos com ele". Em seu livro, No Easy Answers: The Truth Behind Death at Columbine, Brooks Brown escreveu que Eric nasceu com uma leve indentação no peito. Isso fazia ele não querer tirar sua camisa na aula de ginástica, pois outros alunos ririam dele.
"Muita tensão na escola veio da classe acima da nossa", afirma Chad Laughlin. "Haviam pessoas que tinham medo de passar por uma mesa onde você sabia que não pertencia, coisas assim. Certos grupos certamente obtinham tratamento preferencial em todos os sentidos. Eu flagrei o finalzinho de um incidente realmente horrível, e eu sei que Dylan disse para sua mãe que foi o pior dia de sua vida." Este incidente, de acordo com Chad Laughlin, envolvia alunos seniores arremessando "absorventes internos cobertos de ketchup" em Dylan, no refeitório da lanchonete.

### Diários e investigação
Eric começou a escrever em um diário em abril de 1998, pouco tempo depois que a dupla foi condenada por arrombar uma van, o qual cada um recebeu dez meses de aconselhamento de intervenção juvenil e serviço comunitário, em janeiro de 1998. Eles começaram a formular planos desde então, como retratado em seus diários.
Eric queria se juntar ao Corpo de Fuzileiros Navais dos Estados Unidos, mas seu pedido foi rejeitado pouco antes do massacre, pois ele estava tomando a droga fluvoxamina, um antidepressivo SSRI, que ele era obrigado a tomar como parte da terapia de controle da raiva ordenada pelo tribunal. De acordo com o policial de recrutamento, Eric não sabia sobre essa rejeição. Embora alguns amigos de Eric tenham dito que ele tinha parado de tomar a droga de antemão, os relatórios da autópsia mostraram baixos níveis terapêuticos ou normais (não tóxicos ou letais) de Luvox (fluvoxamina) em seu sistema, o que seria em torno de 0,0031-0,0087 mg%, no momento da morte. Após o massacre, oponentes de psiquiatria contemporânea, como Peter Breggin, alegaram que os medicamentos psiquiátricos prescritos para Eric após sua condenação (ostensivamente por transtorno obsessivo-compulsivo) podem ter agravado sua agressividade.
Em abril de 2009, o professor Aubrey Immelman, Ph.D da College of Saint Benedict and Saint John's University, publicou um livro, Columbine: A True Crime Story; A Victim, the Killers and the Nation’s Search for Answers, que inclui um perfil de personalidade de Eric Harris, com base nos textos de seu diário e na sua comunicação pessoal. O perfil de Aubrey Immelman acredita que os materiais mostraram sinais padrões de comportamento consistentes a um "narcisismo maligno... transtorno de personalidade narcisista patológico com traços limítrofes e anti-sociais, além de alguns traços paranoicos e de agressão descontrolada". O relatório observa que tal perfil não deve ser interpretado como um diagnóstico psiquiátrico direto, o que é baseado em entrevistas de cara-a-cara, testes psicológicos formais e coleta de informações colaterais.
Em seu diário, Dylan escreveu sobre sua visão de que ele e Eric eram "semelhantes a Deus" e mais evoluídos do que qualquer outro ser humano, mas seu diário secreto registra auto-aversão e intenções suicidas. Várias páginas estavam cobertas de corações, pois ele estava, secretamente, apaixonado por uma aluna da Columbine High School. Embora os dois tivessem dificuldade para controlar a raiva, a raiva de Dylan o levava a ser mais propenso a problemas sérios do que Eric. Dylan era conhecido por fazer juramentos para professores e brigar com seu chefe no Blackjack Pizza. Depois de serem presos, o que os dois relataram como a coisa mais traumática pelo que já passaram, Dylan escreveu uma carta para Eric, dizendo que eles teriam muita diversão se vingando e matando policiais, e que sua ira da prisão de janeiro seria "semelhante a Deus". No dia do massacre, Dylan usou uma camiseta preta com a palavra "IRA" impressa de vermelho. Especulou-se que a vingança por terem sido presos era um motivo possível para o ataque, e que a dupla planejava ter uma batalha de armas maciça com a polícia durante o massacre. Dylan escreveu que a vida não era divertida sem um pouco de morte, e que ele gostaria de passar os últimos momentos de sua vida em reviravoltas desesperadoras de assassinato e derramamento de sangue. Ele concluiu dizendo que depois se mataria para deixar o mundo que ele odiava e ir para um lugar melhor. Dylan foi descrito como "cabeça quente, mas depressivo e suicida".
Alguns dos vídeos caseiros gravados, chamados de "The Basement Tapes", foram retidos do público pela polícia. Eric e Dylan supostamente discutiram seus motivos para o massacre nestes vídeos e deram instruções de como fazer uma bomba. A polícia cita o motivo para reter esses vídeos como uma tentativa de evitar que eles se tornem vídeos de "convocação" e de "como fazer", que poderiam inspirar assassinos copiadores.

### Contas da mídia
Inicialmente, acreditava-se que os atiradores fossem membros de uma gangue que chamavam a si mesmo de "The Trenchcoat Mafia", um pequeno grupo de excluídos auto-denominados da Columbine High School que usavam casacos pretos pesados. Os primeiros relatos descreveram que os membros também vestiam slogans alemães e suásticas em suas roupas. Outros relatos da mídia descreveram a The Trenchcoat Mafia como um culto gótico que tinha laços com o movimento neonazista, o que alimentou um estigma e o preconceito contra a The Trenchcoat Mafia. A The Trenchcoat Mafia era um grupo de amigos que saíam juntos, vestiam casacos pretos e se orgulhavam de serem diferentes dos "atletas", que praticavam bullying com os membros e que também inventaram o nome The Trenchcoat Mafia. O casaco se tornou, inadvertidamente, o uniforme dos membros, depois que a mãe de um dos membros o comprou como um presente barato.
A investigação revelou que Eric e Dylan eram apenas amigos de uma dos membros do grupo, Kristin Thiebault, e que a maioria dos membros originais da The Trenchcoat Mafia tinham saído da escola no momento em que Eric e Dylan cometeram o massacre. A maioria não conhecia os atiradores, além da associação deles com Kristin Thiebault, e nenhum deles foi considerado suspeito no tiroteio ou foi acusado de algum envolvimento no incidente.
Marilyn Manson foi culpado pela mídia na sequência do tiroteio na Columbine High School, e Marilyn Manson respondeu às críticas em uma entrevista com Michael Moore, na qual Michael perguntou para ele: "Se você pudesse falar diretamente com os garotos da Columbine High School e com as pessoas na comunidade, o que você diria a eles se eles estivessem aqui?", ao que ele respondeu: "Eu não diria uma única palavra para eles—Eu ouviria o que eles teriam para me dizer, e isso foi o que ninguém fez".

### Análise psicológica
Um relatório disse que Eric era psicopata e Dylan estava severamente em depressão, e, consequentemente, que Eric foi influenciado pelo sadismo, enquanto Dylan foi influenciado pela vingança. Este relatório dizia que todos os motivos que os garotos tinham para o tiroteio foram justificativas para se apresentarem como assassinos que tinham uma razão.
Embora os primeiros relatos da mídia atribuíssem o massacre a um desejo de vingança por parte de Eric e Dylan pelo bullying que sofreram, a análise psicológica subsequente indicou que Eric e Dylan nutriram sérios problemas psicológicos. De acordo com o Agente Especial de Supervisão Dwayne Fuselier, o investigador principal do FBI na Columbine High School e um psicólogo clínico, Eric exibiu um padrão de grandiosidade, desprezo, e falta de empatia ou remorso, traços distintivos de psicopata que Eric dissimulava através da decepção. Dwayne Fuselier acrescenta que Eric se envolveu na mentira não apenas para se proteger, como Eric racionalizou em seu diário, mas também por prazer, como visto quando Eric expressou seus pensamentos em seu diário sobre como ele e Dylan se livraram da acusação por arrombarem uma van. Outros principais psiquiatras concordam que Eric era um psicopata.

### Reação de Sue Klebold
Sue Klebold, mãe de Dylan Klebold, falou publicamente sobre o massacre pela primeira vez num texto que apareceu na edição de outubro de 2009 da revista O: The Oprah Magazine. Na redação, Sue Klebold escreveu: "Pelo resto da minha vida, serei assombrada pelo terror e pela angústia que Dylan causou", e: "Dylan mudou tudo o que eu acreditava sobre mim, sobre Deus, sobre a família e sobre o amor". Afirmando que não fazia ideia das intenções de seu filho, ela disse: "Quando vi seu diário, ficou claro para mim que Dylan entrou na escola com a intenção de morrer lá". No livro de Andrew Solomon, lançado em 2012, Far from the Tree, ela reconheceu que, no dia do massacre, quando ela descobriu que Dylan era um dos atiradores, ela rezou para que ele se matasse. "Eu tive uma visão súbita do que ele poderia estar fazendo. Então, enquanto todas as outras mães em Littleton, Colorado, estavam rezando para que seus filhos estivessem seguros, eu tive que rezar para que o meu morresse antes que machucasse mais alguém.
Em fevereiro de 2016 Sue Klebold publicou um livro de memórias, intitulado A Mother's Reckoning, que fala sobre suas experiências antes e depois do massacre. O livro foi co-escrito por Laura Tucker e incluíu uma introdução escrita pelo vencedor do National Book Award, Andrew Solomon. O livro também recebeu críticas muito favoráveis, incluindo do New York Times Book Review, e alcançou o segundo lugar na lista de mais vendidos do The New York Times.
Em 2 de fevereiro de 2017 Sue Klebold publicou um TED Talk, intitulado "Meu filho era um atirador de Columbine. Essa é a minha história". Em 4 de fevereiro de 2017, ele já havia alcançado 286 mil visualizações. O site listou a ocupação de Sue Klebold como "ativista", e declarou: "Sue Klebold tornou-se uma agente apaixonada trabalhando para promover a conscientização e a intervenção da saúde mental".

### Ações judiciais contra suas famílias
Em abril de 2001 as famílias de mais de 30 vítimas compartilharam um acordo de 2 milhões e 538 mil dólares das famílias dos autores do crime, da família de Mark Manes, e da família de Phillip Duran. As famílias de Eric e Dylan contribuíram com 1 milhão e 568 mil dólares através das políticas de seus próprios proprietários; a família de Mark Manes contribuiu com 720 mil dólares; e a família de Phillip Duran contribuiu com 250 mil dólares. As famílias de Eric e Dylan tiveram que garantir mais 32 mil dólares, reservados para reivindicações futuras. A família de Mark Manes teve que garantir mais 80 mil dólares para reivindicações futuras, e a família de Phillip Duran teve que garantir mais 50 mil dólares. Uma família havia arquivado uma ação judicial de 250 milhões de dólares contra as famílias de Eric e Dylan em 1999, e não aceitaram os termos de acordo, em 2001. Um juiz ordenou que a família aceitasse um acordo de 366 mil dólares, em junho de 2003. Em agosto de 2003, as famílias de outras cinco vítimas receberam quantias não reveladas das famílias de Eric e Dylan.

## Na cultura popular
Na comédia de 1999 Duck! The Carbine High Massacre, que é inspirada no massacre na Columbine High School, os dois atiradores são interpretados por William Hellfire e Joey Smack, que também co-escreveram, dirigiram e produziram o filme. Os atiradores são nomeados "Derrick e Derwin", um trocadilho com os nomes de Eric e Dylan.
O documentário Michael Moore, lançado em 2002, Bowling for Columbine concentra-se fortemente em uma percebida obsessão americana por revólveres, seu controle sobre Jefferson County, Colorado, e seu papel no tiroteio.
O filme Elephant, de Gus Van Sant, lançado em 2003, retrata um tiroteio fictício em uma escola, embora alguns de seus detalhes tenham sido baseados no massacre na Columbine High School, como uma cena em que um dos jovens assassinos entra na lanchonete evacuada da escola e para para beber a bebida do copo de alguém, assim como o próprio Eric Harris fez durante o tiroteio. No filme, os assassinos são chamados "Alex e Eric", por causa dos atores que os interpretam, Alex Frost e Eric Deulen.
No filme Zero Day, de Ben Coccio, lançado em 2003, que foi inspirado no massacre na Columbine High School, os dois atiradores são interpretados por Andre Keuck e Cal Robertson, e chamados de "Andre e Calvin" por causa dos atores.
Também em 2003 o filme de Uwe Boll, Heart of America: Home Room, foi lançado. A trama principal do filme se concentra em dois estudantes que sofrem bullying, Daniel Lynn e Barry Shultz, que planejam realizar um tiroteio em sua escola no último dia de aula depois de serem torturados pelos atletas da escola. Barry, o personagem principal, tem segundos pensamentos e desiste no último minuto, enquanto Daniel executa o plano com uma cúmplice, Dara McDermott. Barry é interpretado por Michael Belyea, Daniel é interpretado por Kett Turton, e Dara é interpretada por Elisabeth Rosen. Acredita-se que o filme é inspirado em vários tiroteios que são listados antes dos créditos, Columbine estando entre eles.
Em 2004 o tiroteio na Columbine High School foi dramatizado no documentário Zero Hour, no qual Eric Harris e Dylan Klebold foram interpretados por Ben Johnson e Josh Young, respectivamente.
Em 2007, o massacre foi documentado em um episódio da série de documentários do National Geographic Channel, The Final Report.
O filme April Showers, lançado em 2009, foi escrito e dirigido por Andrew Robinson, que era um sênior na Columbine High School durante o massacre. No filme, o único atirador, Ben Harris, é interpretado por Benjamin Chrystak.
O filme biográfico I'm Not Ashamed, lançado em 2016, baseado nos diários de Rachel Scott, contém vislumbres das vidas de Eric Harris e Dylan Klebold e das interações entre eles e outros alunos da Columbine High School.